# Copa Amílcar Cabral
La Copa Amilcar Cabral fue un torneo amistoso de fútbol regional que correspondía a los países pertenecientes a la Zona 2 de la Confederación Africana de Fútbol. Inicialmente el torneo era una competición anual, pero a partir de 1991 se decidió hacerlo cada dos años.

## Países Participantes
Este torneo lo conforman los países pertenecientes a la Zona 2 de la Confederación Africana de Fútbol que se encuentran en el Oeste de África.
-  Cabo Verde

-  Gambia

-  Guinea

-  Guinea Bissau

-  Liberia

-  Mali

-  Mauritania

-  Senegal

-  Sierra Leona

## Resultados
| Año  | Sede          | Campeón              | Final Resultado      | Subcampeón           | Tercer lugar            | Resultado               | Cuarto lugar            |
| ---- | ------------- | -------------------- | -------------------- | -------------------- | ----------------------- | ----------------------- | ----------------------- |
| 1979 | Guinea Bissau | Senegal              | 1 - 0                | Mali                 | Guinea                  | 2 - 2 (5-4 pen.)        | Guinea Bissau           |
| 1980 | Gambia        | Senegal              | 1 - 0                | Gambia               | Guinea                  | W. O.                   | Mauritania              |
| 1981 | Mali          | Guinea               | 0 - 0 (6-5 pen.)     | Mali                 | Senegal                 | 5 - 1                   | Cabo Verde              |
| 1982 | Cabo Verde    | Guinea               | 3 - 0                | Senegal              | Mali                    | 2 - 1                   | Cabo Verde              |
| 1983 | Mauritania    | Senegal              | 3 - 0                | Guinea Bissau        | Mali                    | 2 - 0                   | Mauritania              |
| 1984 | Sierra Leona  | Senegal              | 0 - 0 (5-4 pen.)     | Sierra Leona         | Mali                    | 2 - 0                   | Gambia                  |
| 1985 | Gambia        | Senegal              | 1 - 0                | Gambia               | Mali                    | 1 - 0                   | Cabo Verde              |
| 1986 | Senegal       | Senegal              | 3 - 1                | Sierra Leona         | y Guinea y Gambia       | y Guinea y Gambia       | y Guinea y Gambia       |
| 1987 | Guinea        | Guinea               | 1 - 0                | Mali                 | Senegal                 | 0 - 0 (3-0 pen.)        | Sierra Leona            |
| 1988 | Guinea Bissau | Guinea               | 0 - 0 (3-2 pen.)     | Mali                 | Senegal                 | 2 - 1                   | Sierra Leona            |
| 1989 | Mali          | Mali                 | 3 - 0                | Guinea               | Cabo Verde              | 1 - 0                   | Sierra Leona            |
| 1991 | Senegal       | Senegal              | 1 - 0                | Cabo Verde           | y Gambia y Sierra Leona | y Gambia y Sierra Leona | y Gambia y Sierra Leona |
| 1993 | Sierra Leona  | Sierra Leona         | 2 - 0                | Senegal              | Gambia                  | 2 - 0                   | Mali                    |
| 1995 | Mauritania    | Sierra Leona         | 0 - 0 (4-3 pen.)     | Mauritania           | Cabo Verde              | 1 - 0                   | Guinea Bissau           |
| 1997 | Gambia        | Mali                 | 1 - 0                | Senegal              | Guinea                  | 2 - 2 (5-4 pen.)        | Gambia                  |
| 2000 | Cabo Verde    | Cabo Verde           | 1 - 0                | Senegal              | Guinea                  | 2 - 0                   | Mali                    |
| 2001 | Mali          | Senegal Sub23        | 3 - 1                | Gambia               | Mali                    | 2 - 1                   | Guinea Bissau           |
| 2005 | Guinea        | Guinea               | 1 - 0                | Senegal Sub23        | Mali B                  | 1 - 0                   | Guinea Bissau           |
| 2007 | Guinea Bissau | Mali B               | 2 - 1                | Cabo Verde           | Senegal Sub23           | 2 - 1                   | Guinea Bissau           |
| 2009 | Mauritania    | Campeonato cancelado | Campeonato cancelado | Campeonato cancelado | Campeonato cancelado    | Campeonato cancelado    | Campeonato cancelado    |

## Títulos
En cursiva, se indica el torneo en que el equipo fue local.
| Equipo        | Campeón                                            | Subcampeón                       | Tercer lugar                           | Cuarto lugar                     | Semifinales    |
| ------------- | -------------------------------------------------- | -------------------------------- | -------------------------------------- | -------------------------------- | -------------- |
| Senegal       | 8 (1979, 1980, 1983, 1984, 1985, 1986, 1991, 2001) | 5 (1982, 1993, 1997, 2000, 2005) | 4 (1981, 1987, 1988, 2007)             | 0                                | 0              |
| Guinea        | 5 (1981, 1982, 1987, 1988, 2005)                   | 1 (1989)                         | 4 (1979, 1980, 1997, 2000)             | 0                                | 1 (1986)       |
| Malí          | 3 (1989, 1997, 2007)                               | 4 (1979, 1981, 1987, 1988)       | 6 (1982, 1983, 1984, 1985, 2001, 2005) | 2 (1993, 2000)                   | 0              |
| Sierra Leona  | 2 (1993, 1995)                                     | 2 (1984, 1986)                   | 0                                      | 3 (1987, 1988, 1989)             | 1 (1991)       |
| Cabo Verde    | 1 (2000)                                           | 2 (1991, 2007)                   | 2 (1989, 1995)                         | 3 (1981, 1982, 1985)             | 0              |
| Gambia        | 0                                                  | 3 (1980, 1985, 2001)             | 1 (1993)                               | 2 (1984, 1997)                   | 2 (1986, 1991) |
| Guinea Bissau | 0                                                  | 1 (1983)                         | 0                                      | 5 (1979, 1995, 2001, 2005, 2007) | 0              |
| Mauritania    | 0                                                  | 1 (1995)                         | 0                                      | 2 (1980, 1983)                   | 0              |

## Número de sedes por equipo
| País          | N.º                  |
| ------------- | -------------------- |
| Mali          | 3 (1981, 1989, 2001) |
| Gambia        | 3 (1980, 1985, 1997) |
| Guinea Bissau | 3 (1979, 1988, 2007) |
| Mauritania    | 3 (1983, 1995, 2009) |
| Senegal       | 2 (1986, 1991)       |
| Guinea        | 2 (1987, 2005)       |
| Sierra Leona  | 2 (1984, 1993)       |
| Cabo Verde    | 2 (1982, 2000)       |